# Genolier
Genolier es una comuna suiza del cantón de Vaud, situada en el distrito de Nyon. Limita al norte con la comuna de Arzier, al este con Vich, al sur con Coinsins y Duillier, y al oeste con Givrins. Hasta el 31 de diciembre de 2007 formaba parte del círculo de Begnins.
En el municipio se encuentra la Clínica Genolier fundada en 1972 y considerada el  hospital privado multidisciplinario más grande de Suiza. En sus instalaciones han fallecido personajes como Peter Ustinov, la cantante Marie Laforêt o el filósofo Paul Feyerabend.